# Ballangen
Ballangen är en tätort i Narviks kommun i Nordland fylke i norra Norge. Orten ligger vid Europaväg 6 på södra sidan av Ofotfjorden. Den utgjorde tidigare centralort i dåvarande Ballangens kommun.